# Птичий (Шантарские острова)
Пти́чий — небольшой остров Шантарского архипелага. Расположен в 12 км от материка. Длина острова составляет около 2,5 км, ширина в самой широкой части около 1,5 км.
На острове располагаются крупные колонии очкового чистика. Отмечено гнездование толстоклювой кайры.
Остров входит в состав Государственного природного заказника федерального значения «Шантарские острова».
В 2013 году постановлением Правительства России образован Национальный парк «Шантарские острова», в состав которого вошёл и Птичий остров.